# Schistocichla caurensis
Schistocichla caurensis е вид птица от семейство Thamnophilidae.

## Разпространение
Видът е разпространен в Бразилия и Венецуела.